# Mona Seif
Mona Seif (tiếng Ả Rập Ai Cập: منى سيف, IPA: [ˈmonæ ˈseːf]) là một người Ai Cập nhân quyền nhà hoạt động nổi tiếng với sự tham gia của cô trong phong trào bất đồng chính kiến trong và sau cuộc cách mạng Ai Cập năm 2011,  sử dụng sáng tạo của cô về truyền thông xã hội  trong các chiến dịch, và cho công việc của mình để kết thúc thử nghiệm quân sự cho người biểu tình dân sự. Cô là một sinh viên tốt nghiệp sinh học, điều tra gen ung thư vú BRCA1.

## Lý lịch
Seif lớn lên trong một gia đình của các nhà hoạt động xã hội, và chính trị là một chủ đề thảo luận liên tục trong thời thơ ấu của cô. Cha của cô, Ahmed Seif, người đã chết năm 2014, là một luật sư nhân quyền và lãnh đạo phe đối lập, người đã ở tù năm năm trong chế độ Mubarak. Trong thời gian bị giam giữ, ông ta đã bị tra tấn. Mẹ cô, Laila Soueif, cũng là một nhà hoạt động và một giáo sư toán học. Cô đã giúp tổ chức các cuộc biểu tình chống lại chế độ Mubarak trong nhiều thập kỷ trước khi ông sụp đổ. Mẹ cô "nổi tiếng trên đường phố là người nóng nảy và can đảm, và đã nhiều lần phải đối mặt với cảnh sát cầm dùi cui không có gì ngoài tiếng la mắng, giọng nói khinh bỉ, giọng nói bùng nổ và đôi mắt đăm chiêu".
Anh trai của Seif, Alaa Abd El-Fattah, người đồng sáng lập trang tổng hợp blog Ai Cập Manalaa và năm 2005 bắt đầu ghi nhận sự lạm dụng của chế độ Mubarak. Alaa đã bị bắt tại một cuộc biểu tình năm 2006 và bị giam cầm 45 ngày, trong đó Mona và vợ Manal đã giúp tổ chức một chiến dịch trực tuyến để giải thoát anh. Em gái của Seif, Sanaa Seif, cũng là một nhà hoạt động đối lập và người biểu tình.
Seif là một sinh viên tốt nghiệp ngành sinh học ung thư. Cô đang nghiên cứu gen ung thư vú BRCA1 và kiểu đột biến của nó ở bệnh nhân Ai Cập. Cô nói rằng cô có hai sự nghiệp toàn thời gian: một là về nghiên cứu ung thư và một là các hoạt động nhân quyền.

## Cách mạng 2011

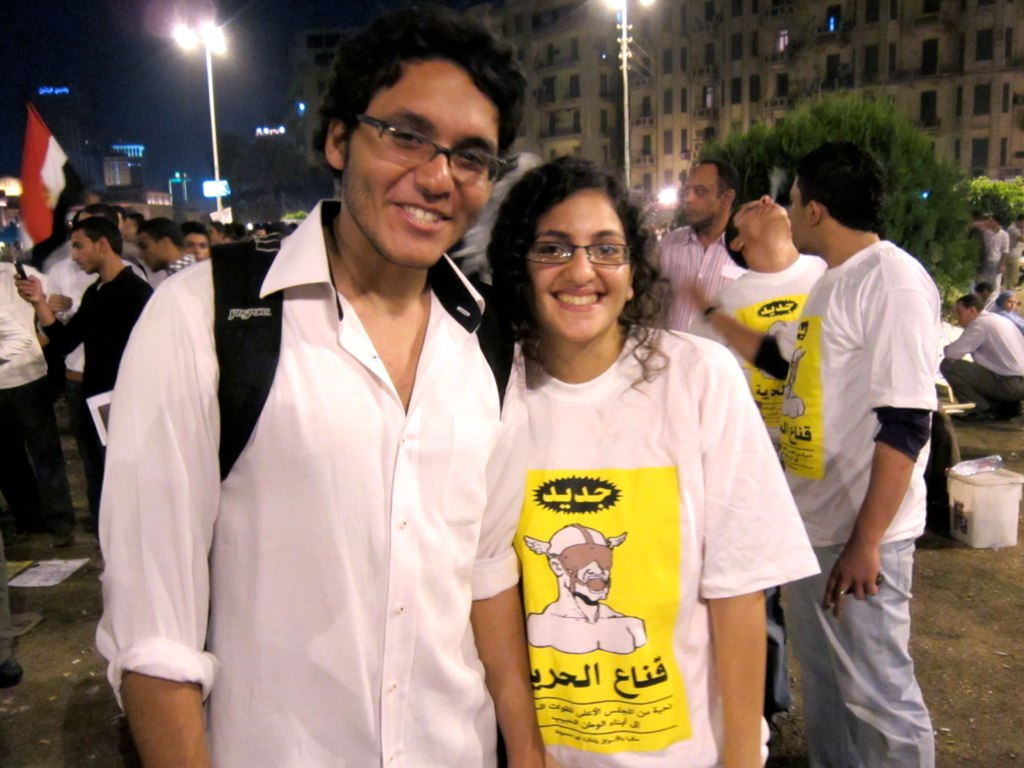
Nour (con trai của Ayman Nour) & Mona Seif.

Trong năm dẫn đến cuộc cách mạng, Mona đã tham gia vào phong trào bất đồng chính kiến, truyền bá nhận thức và tham dự các cuộc biểu tình. Từ ngày 25 tháng 1 đến ngày 5 tháng 2, các thành viên trong gia đình của cô và nhiều thành viên trong đại gia đình của họ đã tham gia vào các cuộc biểu tình ở Quảng trường Tahrir. Mona nhớ lại "Đó là một khoảnh khắc thay đổi cuộc sống đối với hầu hết mọi người ở Quảng trường Tahrir. Bạn có thể thấy tiếng súng nổ vào đám đông...".

## Hậu Mubarak

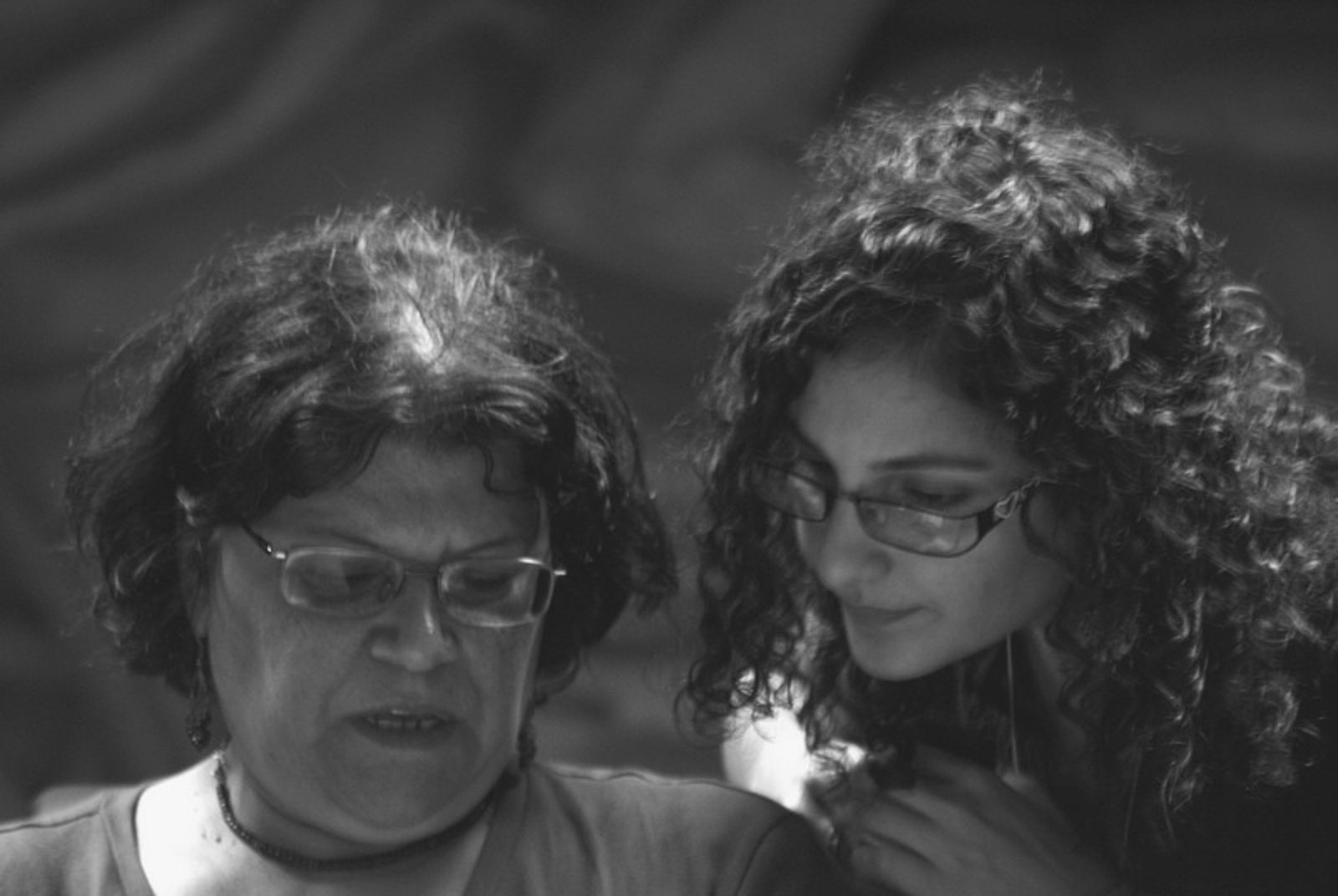
Tiến sĩ Aida Seif El Dawla và Mona Seif tại hội nghị chống tra tấn

Seif là một thành viên sáng lập của No to Military Trials for Civilians, một nhóm thúc đẩy việc thả những người bị giam giữ trong cuộc cách mạng; và chấm dứt các phiên tòa xét xử thường dân của các tòa án quân sự; chuyển tất cả các phiên tòa xét xử dân sự như vậy sang thẩm quyền của tòa án dân sự; và điều tra các cáo buộc tra tấn liên quan đến cảnh sát quân sự. Seif đã viết trên blog Ma3t của mình, về cảnh sát quân sự trong các cuộc đàn áp người biểu tình Tahrir, yêu cầu mọi người tiếp tục với câu chuyện của họ.
Cô đã chỉ trích hành động của cơ quan cầm quyền lâm thời Ai Cập, Hội đồng Lực lượng Vũ trang Tối cao (SCAF) cho biết, về việc phóng thích người biểu tình mà không có sự miễn trừ hoàn toàn: Sự thật rằng họ đã bị đình chỉ những người cách mạng không làm gì sai. " 
Seif ước tính rằng các tòa án quân sự đã kết án 7.000 dân thường kể từ vụ lật đổ cũ của Hosni Mubarak vào tháng 2 năm 2011  Cô lưu ý rằng đã có một sự thay đổi trong cách tiếp cận của SCAF kể từ tháng 3 và những người biểu tình hiện đang bị đình chỉ hơn 3-5 năm trước đây họ đã nhận được. Cô suy đoán rằng đây có thể là một nỗ lực để ngăn chặn các cuộc tuần hành thường xuyên và cũng có thể là do áp lực của các nhóm nhân quyền quốc tế.
Cô tiếp tục chỉ trích các chiến thuật của SCAF: "Chúng tôi có bằng chứng cho thấy quân đội hiện đang nhắm vào những người biểu tình.... Họ đã chọn những nhân vật nổi tiếng của cuộc biểu tình Tahrir. Họ đã chọn những người được biết đến và họ tra tấn đánh đập họ.. Và nếu bạn đọc hoặc nghe lời chứng thực của những người được thả ra, một số ít, chúng tôi vẫn có rất nhiều người bị giam giữ một cách vi hiến. Và bạn thấy rằng không chỉ là họ bị tra tấn hay đánh đập, mà còn một yếu tố của Quân đội cố gắng phá vỡ tinh thần cách mạng. " 
Một phần trong dự án của Seif liên quan đến việc yêu cầu những người bị giam giữ đã được thả ra để ghi lại những gì đã xảy ra với họ. Trong một số trường hợp, cô nói rằng cô đã lấy được chứng cứ ngay sau khi được thả và do đó ghi lại những vết bầm tím và vết bỏng của họ. Theo ý kiến của Seif, với những trường hợp này, cách duy nhất để chống lại chúng là thông qua internet.
Năm 2012, cô là người vào chung kết cuộc thi Giải thưởng Tiền tuyến cho Người bảo vệ Nhân quyền có Nguy cơ, cuối cùng đã thuộc về blogger Syria Razan Ghazzawi.

## Tranh cãi
Khi được công bố vào tháng 4 năm 2013 rằng Seif là người vào chung kết Giải thưởng Martin Ennals dành cho Người bảo vệ Nhân quyền do Tổ chức Theo dõi Nhân quyền trao tặng, cả cô và HRW đều bị chỉ trích vì những gì mà một số người coi là có lập trường ủng hộ Palestine. Những lời buộc tội cụ thể, được đưa ra bởi UN WATCH thân Zionist là cô đã tweet những dòng ủng hộ bạo lực dưới hình thức tấn công vào đường ống dẫn khí Ai Cập-Israel-Jordan; cuộc xâm lược của đại sứ quán Israel ở Cairo và các cuộc tấn công tên lửa vào Israel. Các cáo buộc đã được Scott Long kiểm tra và bác bỏ một cách chi tiết, người đã từ chối 3 tweet, trong số 93.000 bài kiểm tra, cho thấy bất kỳ bằng chứng nào hỗ trợ cho bạo lực.

## liên kết ngoài
- Nhật ký dưới sự cai trị của quân đội, một blog về kinh nghiệm của những người biểu tình bị giam giữ
- Blog của Mona Seif Ma3t
- Tài khoản flickr của Mona Seif
- Tài khoản Twitter của Mona Seif